# Cheyenne (gioco da tavolo)
Cheyenne è un gioco da tavolo per bambini di Milton Bradley per 2, fino a 4 giocatori. È basato sull'omonima serie televisiva della Warner Bros., in cui figurava Clint Walker, andata in onda dal 1955 al 1962, e vincitrice del premio Golden Globe dell'anno 1957. Il gioco consiste in una tipica competizione su percorso.
Una seconda edizione del gioco fu pubblicata proprio durante il periodo di disputa tra Clint Walker e la Warner Bros. Il gioco segue il trend che caratterizzò gli anni cinquanta, durante i quali furono pubblicati numerosi giochi da tavolo basati su programmi televisivi.